# Edwin B. Willis
Pour les articles homonymes, voir Willis.
Edwin Booth Willis, ou simplement Edwin B. Willis, est un décorateur de cinéma américain, né le 28 janvier 1893 à Decatur (Illinois) et mort le 26 novembre 1963 à Hollywood (Californie).

## Biographie
Edwin Willis a effectué toute sa carrière à la Metro-Goldwyn-Mayer, de 1925 à 1957. L'Internet Movie Database le recense comme ayant participé à 815 films, en qualité de décorateur ou directeur artistique ou collaborateur du département artistique, aux côtés notamment de Cedric Gibbons. 
Il a reçu 32 nominations aux Oscars, et en a remporté huit.

## Filmographie partielle
- 1925 : Ben-Hur (Ben-Hur : A Tale of the Christ) (non crédité) de Fred Niblo
- 1933 : La Reine Christine de Rouben Mamoulian
- 1934 : La Belle du Missouri (The Girl from Missouri) de Jack Conway
- 1935 : Une nuit à l'opéra (A Night at the Opera) de Sam Wood
- 1935 : Le Marquis de Saint-Évremont (A Tale of two Cities) de Jack Conway
- 1936 : Furie (Fury) de Fritz Lang
- 1936 : Les Poupées du diable (The Devil-Doll) de Tod Browning
- 1937 : Un jour aux courses (A Dat at the Races) de Sam Wood
- 1937 : Visages d'Orient (The Good Earth) de Sidney Franklin
- 1937 : La Treizième Chaise (The Thirteenth Chair) de George B. Seitz
- 1938 : Trois Camarades (Three Comrades) de Frank Borzage
- 1938 : Port of Seven Seas de James Whale
- 1938 : Toute la ville danse (The Great Waltz) de Julien Duvivier
- 1938 : Un envoyé très spécial (Too Hot to Handle) de Jack Conway
- 1938 : Cinq Jeunes Filles endiablées (Spring Madness), de S. Sylvan Simon
- 1938 : Règlement de comptes (Fast Company) d'Edward Buzzell
- 1938 : Marie-Antoinette de W. S. Van Dyke
- 1939 : Les Aventures d'Huckleberry Finn (The Adventures of Huckleberry Finn) de Richard Thorpe
- 1939 : Chantage (Blackmail), de H. C. Potter
- 1939 : On Borrowed Time de Harold S. Bucquet
- 1939 : Miracles à vendre (Miracles for Sale) de Tod Browning
- 1939 : Emporte mon cœur (Broadway Serenade) de Robert Z. Leonard
- 1939 : Femmes (Women) de George Cukor
- 1939 : Ninotchka d'Ernst Lubitsch
- 1939 : Bridal Suite de Wilhelm Thiele
- 1939 : Un jour au cirque (At the Circus) d'Edward Buzzell
- 1940 : André Hardy va dans le monde (Andy Hardy Meets Debutante) de George B. Seitz
- 1940 : Cette femme est mienne (I Take This Woman) de W. S. Van Dyke
- 1940 : Sporting Blood de S. Sylvan Simon
- 1940 : Le Cargo maudit (Strange Cargo) de Frank Borzage
- 1940 : Le Gangster de Chicago (The Earl of Chicago) de Richard Thorpe et Victor Saville
- 1940 : Indiscrétions (The Philadelphia Story) de George Cukor
- 1940 : La Tempête qui tue (The Mortal Storm) de Frank Borzage
- 1940 : L'Étrange Cas du docteur Kildare (Dr. Kildare's Strange Case) de Harold S. Bucquet
- 1940 : L'Appel des ailes (Flight Command) de Frank Borzage
- 1941 : Viens avec moi (Come Live with Me) de Clarence Brown
- 1941 : I'll Wait for You de Robert B. Sinclair
- 1941 : Kathleen de Harold S. Bucquet
- 1941 : Les Marx au grand magasin (The Big Store) de Charles Reisner
- 1941 : Les Oubliés (Blossom in the Dust) de Mervyn LeRoy
- 1941 : L'aventure commence à Bombay (They met in Bombay) de Clarence Brown
- 1941 : Divorce en musique (Lady Be Good) de Norman Z. McLeod
- 1942 : Pour moi et ma mie (For Me and My Gal) de Busby Berkeley
- 1942 : Tennessee Johnson de William Dieterle
- 1942 : Ma femme est un ange (I Married an Angel) de W. S. Van Dyke
- 1942 : Les Aventures de Tarzan à New York (Tarzan's New York Adventure) de Richard Thorpe
- 1942 : Les Yeux dans les ténèbres (Eyes in the Night) de Fred Zinnemann
- 1942 : Panama Hattie de Norman Z. McLeod, Roy Del Ruth et Vincente Minnelli
- 1942 : Un drôle de lascar (A Yank at Eton) de Norman Taurog
- 1943 : L'Amour travesti (Slightly dangerous) de Wesley Ruggles
- 1943 : La Croix de Lorraine (The Cross of Lorraine) de Tay Garnett
- 1943 : Cry Havoc, de Richard Thorpe
- 1943 : Un petit coin aux cieux (Cabin in the Sky) de Vincente Minnelli et Busby Berkeley
- 1943 : Laurel et Hardy chefs d'îlot (Air Raid Wardens) d'Edward Sedgwick
- 1944 : Hantise (Gaslight) de George Cukor
- 1944 : Le mariage est une affaire privée (Mariage is a private affair) de Robert Z. Leonard
- 1945 : Escale à Hollywood (Anchors Aweigh) de George Sidney
- 1945 : Le Portrait de Dorian Gray (The Picture of Dorian Gray) d'Albert Lewin
- 1945 : Frisson d'amour (Thrill of a Romance) de Richard Thorpe
- 1945 : L'Aventure (Adventure) de Victor Fleming
- 1945 : La Princesse et le Groom (Her Highness and the Bellboy) de Richard Thorpe
- 1945 : Yolanda et le Voleur (Yolanda and the Thief) de Vincente Minnelli
- 1945 : She Went to the Races de Willis Goldbeck
- 1945 : Ziegfeld Follies de Vincente Minnelli, George Sidney, Charles Walters …
- 1946 : Jody et le Faon (The Yearling) de Clarence Brown
- 1946 : Le facteur sonne toujours deux fois (The Postman always rings twice) de Tay Garnett
- 1946 : The Cockeyed Miracle de S. Sylvan Simon
- 1947 : La Dame du lac (Lady in the Lake) de Robert Montgomery
- 1947 : L'Île enchantée (High Barbaree) de Jack Conway
- 1947 : L'Heure du pardon (The Romance of Rosy Ridge) de Roy Rowland
- 1948 : Parade de printemps (Easter Parade) de Charles Walters
- 1948 : Le Brigand amoureux (The Kissing Bandit), de László Benedek
- 1948 : Tenth Avenue Angel de Roy Rowland
- 1949 : Lassie perd et gagne (The Sun Comes Up) de Richard Thorpe
- 1949 : Les Quatre Filles du docteur March (Little Women) de Mervyn LeRoy
- 1949 : Bastogne (Battleground) de William A. Wellman
- 1949 : Incident de frontière (Border Incident) d'Anthony Mann
- 1949 : L'Intrus (Intruder in the Dust) de Clarence Brown
- 1949 : La Scène du crime (Scene of the Crime) de Roy Rowland
- 1949 : Un jour à New York (On the Town) de Stanley Donen et Gene Kelly
- 1949 : Entrons dans la danse (The Barklays of Broadway) de Charles Walters
- 1950 : Embuscade (Ambush) de Sam Wood
- 1950 : Trois Petits Mots (Three Little Words) de Richard Thorpe
- 1950 : Le Mystère de la plage perdue (Mystery Street) de John Sturges
- 1950 : Stars in My Crown de Jacques Tourneur
- 1950 : Cas de conscience (Crisis) de Richard Brooks
- 1950 : La Porte du diable (Devil's Doorway) d'Anthony Mann
- 1950 : Le Convoi maudit (The Outriders) de Roy Rowland
- 1951 : Le Droit de tuer (The Unknown Man), de Richard Thorpe
- 1951 : Jour de terreur (Cause for Alarm!) de Tay Garnett
- 1951 : Le Grand Attentat (The Tall Target) d'Anthony Mann
- 1951 : L'Âge d'aimer (Too Young to Kiss) de Robert Z. Leonard
- 1951 : Un Américain à Paris (An American in Paris) de Vincente Minnelli
- 1951 : Le Grand Caruso (The Great Caruso) de Richard Thorpe
- 1951 : It's a Big Country de Clarence Brown, Don Hartman, John Sturges …
- 1951 : Convoi de femmes (Westward the Women) de William A. Wellman
- 1951 : Discrétion assurée (No Questions Asked) d'Harold F. Kress
- 1952 : Miracle à Tunis (The Light Touch) de Richard Brooks
- 1952 : Chantons sous la pluie (Singin' in the Rain) de Stanley Donen et Gene Kelly
- 1952 : Les Ensorcelés (The Bad and the Beautiful) de Vincente Minnelli
- 1952 : Scaramouche de George Sidney
- 1952 : L'Homme à la carabine (Carbine Williams) de Richard Thorpe
- 1952 : La Veuve joyeuse (The Merry Widow) de Curtis Bernhardt
- 1953 : La Petite Constance (Confidentially Connie) d'Edward Buzzell
- 1953 : Histoire de trois amours (The Story of Three Loves) de Gottfried Reinhardt et Vincente Minnelli
- 1953 : Le Cirque infernal (Battle Circus) de Richard Brooks
- 1953 : La Fille qui avait tout (The Girl Who Had Everything) de Richard Thorpe
- 1953 : Sergent la Terreur (Take The High Ground) de Richard Brooks
- 1953 : Vicky (Scandal at scourie) de Jean Negulesco
- 1953 : Tous en scène (The Band Wagon) de Vincente Minnelli
- 1953 : Le Joyeux Prisonnier (Small Town Girl) de László Kardos
- 1953 : La Perle noire (All the Brothers were valiant) de Richard Thorpe
- 1953 : Jules César (Julius Caesar) de Joseph L. Mankiewicz
- 1954 : Le Prince étudiant (The Student Prince) de Richard Thorpe
- 1954 : Donnez-lui une chance (Give a Girl a Break) de Stanley Donen
- 1954 : Brigadoon de Vincente Minnelli
- 1954 : Sur la trace du crime (Rogue Cop) de Roy Rowland
- 1955 : La Pantoufle de verre (The Glass Slipper) de Charles Walters
- 1955 : Duel d'espions (The Scarlet Coat) de John Sturges
- 1955 : Une femme en enfer (I'll cry Tomorrow) de Daniel Mann
- 1956 : Gaby de Curtis Bernhardt
- 1956 : La Petite Maison de thé (The Teahouse of the August Moon) de Daniel Mann
- 1956 : Le Cygne (The Swan) de Charles Vidor
- 1956 : Le Repas de noces (The Catered affair) de Richard Brooks
- 1956 : Marqué par la haine (Somebody up there likes me) de Robert Wise
- 1956 : Haute Société (High Society) de Charles Walters
- 1956 : La Vie passionnée de Vincent van Gogh (Lust for Life) de Vincente Minnelli et George Cukor
- 1956 : Le Supplice des aveux (The Rack) d'Arnold Laven
- 1956 : La Loi de la prairie (Tribute to a Bad Man) de Robert Wise
- 1956 : Thé et Sympathie (Tea and Sympathy) de Vincente Minnelli
- 1957 : Le Carnaval des dieux (Something of Value) de Richard Brooks
- 1957 : Les Girls de George Cukor
- 1957 : Dix Mille Chambres à coucher (Ten Thousand Bedrooms) de Richard Thorpe
- 1957 : Contrebande au Caire (Tip on a Dead Jockey), de Richard Thorpe
- 1957 : La Cage aux hommes (House of Numbers) de Russell Rouse
- 1963 : Le Divan de l'infidélité (Wives and Lovers) de John Rich

## Distinctions
- Oscar de la meilleure direction artistique :
  - En 1942, pour Les Oubliés (catégorie couleur) ;
  - En 1945, pour Hantise (catégorie noir et blanc) ;
  - En 1947, pour Jody et le Faon (catégorie couleur) ;
  - En 1950, pour Les Quatre Filles du docteur March (catégorie couleur) ;
  - En 1955, pour Un Américain à Paris (catégorie couleur) ;
  - En 1953, pour Les Ensorcelés (catégorie noir et blanc) ;
  - En 1954, pour Jules César (catégorie noir et blanc) ;
  - Et en 1957, pour Marqué par la haine (catégorie noir et blanc).